# Lupinus interruptus
Lupinus interruptus är en ärtväxtart som beskrevs av George Bentham. Lupinus interruptus ingår i släktet lupiner, och familjen ärtväxter. Inga underarter finns listade i Catalogue of Life.